# ちょっとつよいクラシック
『ちょっとつよいクラシック』は、日本のピアニストであるまらしぃが2019年12月18日に発売したクラシックのアレンジを収録したアルバム。
2020年2月には、同アルバムをほぼ忠実に採譜した『まらしぃ ちょっとつよいクラシック』がヤマハミュージックメディアから出版された。

## 収録曲
- ちょっとつよいエリーゼのために (ベートーヴェン)
- ちょっとつよいトルコ行進曲 (モーツァルト)
- ちょっとおしゃれなノクターンOp.9-2 (ショパン)
- ちょっとおしゃれなスケーターズ・ワルツ (ワルトトイフェル)
- ちょっとつよいチャルダッシュ (モンティ)
- ちょっとつよい天国と地獄 (オッフェンバック)
- ちょっとつよいクシコス・ポスト (ネッケ)
- ちょっとつよい幻想即興曲 (ショパン)
- ちょっとつよい運命 (ベートーヴェン)
- ちょっとつよいカノン (パッヘルベル)
- 人形の夢と目覚め（お風呂が沸いたときの音） (エステン)
- 運命 -Beethoven Symphony No.5- まらおバンドver. feat.yuji yono(drum)
- カノン まらおバンドver. feat.yuji yono(drum),IKUO(bass)

### 初回映像盤 DVD収録曲（ちょっとつよいクラシック Concert Hall Live Recording）
- ちょっとつよいエリーゼのために
- ちょっとつよい天国と地獄
- ちょっとおしゃれなノクターンOp.9-2